# Dorfkirche Iwięcino
Die Dorf- und Pfarrkirche in Iwięcino (deutscher Name: Eventin) ist eine gotische Back- und Feldsteinkirche aus dem 14. Jahrhundert.

## Geographische Lage
Die Kirche liegt auf einer Anhöhe mitten im Dorf Iwięcino. Ihr Turm ist weithin über hohe Bäume sichtbar. Der Ort liegt an der – auch „Küstenstraße“ genannten – Woiwodschaftsstraße 203, die Koszalin (Köslin), Darłowo (Rügenwalde) und Ustka (Stolpmünde) miteinander verbindet. Die Kreisstadt Koszalin liegt 18 Kilometer entfernt. Bahnanschluss besteht über die sieben Kilometer entfernte Station Skibno (Schübben-Zanow) an der Bahnstrecke Stargard Szczeciński–Gdańsk.

## Bauwerk/-geschichte

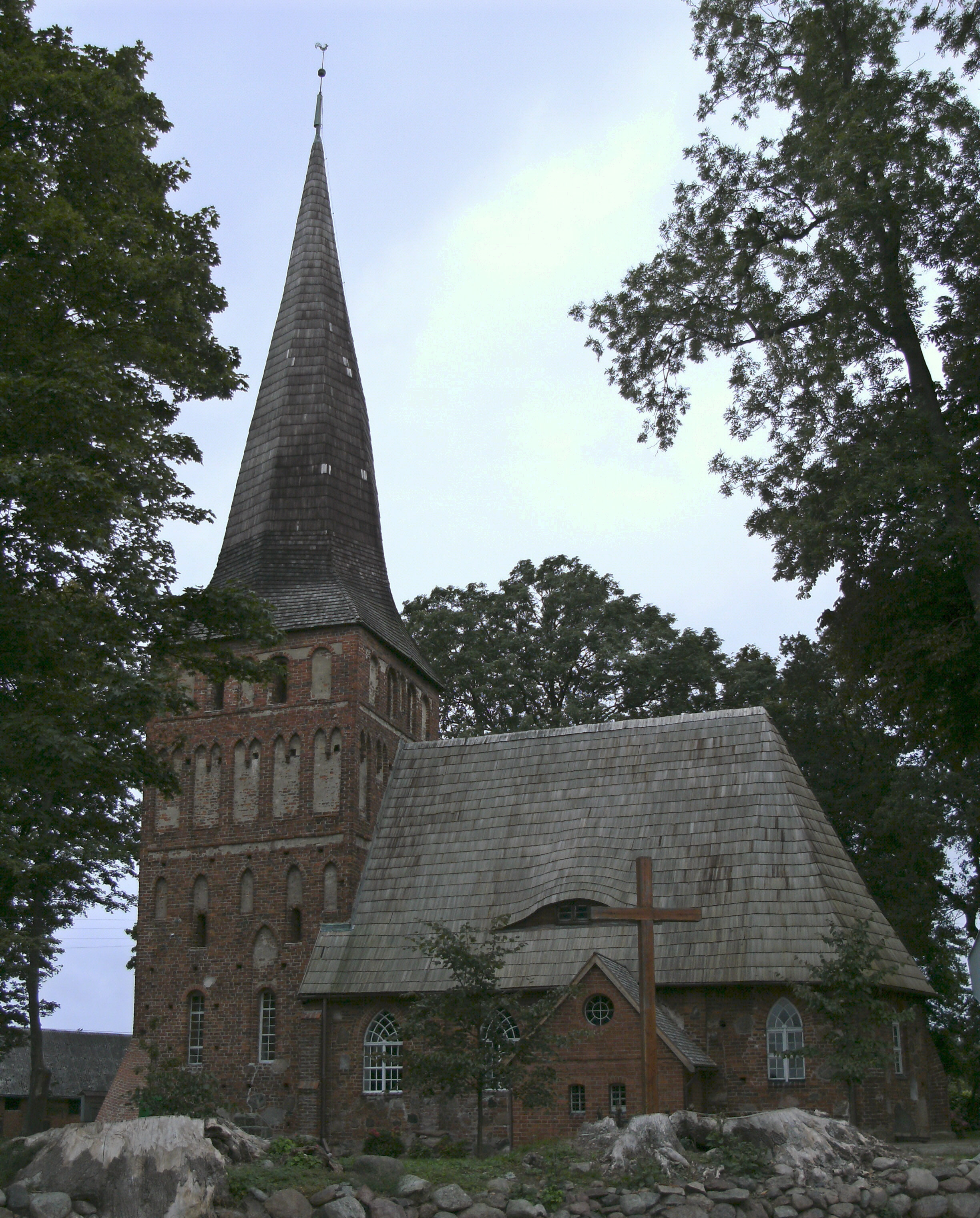
Dorfkirche von Eventin (September 2008)

### Baubeschreibung
Das Gotteshaus hat einen Westturm von 32 Metern Höhe (bis 1945 waren es 44 Meter). Zwei ungleich hohe Blendreihen, deren oberste die Turmhaube fast berührt, gliedern den Turm. Darüber erhebt sich ein viereckiger hoher Helm, dessen vier Ecken die des Turmmassivs fortsetzen.
Der Turm mit dem rundbogig überwölbten Hauptportal mit Kreisblende ist „gegen den Sturm“ gebaut. Auch die „schiefe“ Turmhaube ist im Gebälk gegen Westen gestützt. Viele Jahrhunderte hindurch war der Kirchturm ein Seezeichen für die Küstenschiffe auf der Ostsee und für die Fischer der nahegelegenen Ostseedörfer, wenn sie vom Fang heimkehrten.
Als das Dorf noch den Namen Geventhin trug, wurde die Kirche von Zisterziensermönchen des Klosters Buckow angelegt. Nach dörflicher Überlieferung soll der Lehm für die Steine aus der Mühlenpaulwiese stammen. Sie sollen dort geformt und auch gebrannt worden sein. Die Steine für den Kirchenbau stammten demnach aus See Buckow (heute polnisch: Bukowo Morskie), Wusseken (Osieki) und Zuchen (Sucha Koszalińska). Der Mörtel besteht aus Muschelkalk und grobem, gewaschenem Sand und war so hart, dass man kaum einen Krümel abkratzen konnte. Die Eichenstämme stammen aus dem Krakower (Stary Kraków) Forst.
Das Kirchengebäude steht auf einem Fundament aus großen Findlingen. Die Basis ist so tief und stark, dass das Mauerwerk keine Risse zeigt. Insgesamt haben 126 Klöster Hilfe an Geld und Naturalien zum Bau der Kirche beigetragen. Als Zeichen dafür stifteten sie jedes einen an einer Seite glatten Feldstein, der in das Mauerwerk eingefügt wurde. Die letzten dieser Steine befinden sich unter den Turmluken.

### Innenausstattung
Das Kircheninnere wird von einer flachen Balkendecke mit einem übergroßen Gemälde des „Jüngsten Gerichts“ aus dem Jahre 1697.
Im Chorraum erhebt sich der Renaissancealtar aus dem Jahre 1622 in zwei Geschossen bis an die Decke. Das große Mittelfeld zeigt den gekreuzigten Christus zwischen seiner Mutter Maria und dem Lieblingsjünger Johannes, darüber je ein Engel. Zwei Korinthische Säulen tragen das Obergeschoss. Die Altarwangen werden durch Ornamente des Knorpelstils gebildet.
Auch die Kanzel und der Taufstein stammen aus dem 17. Jahrhundert. Das Taufbecken entstand in der Zeit, als man die bisher übliche Kesselform aufgab und zur Pokalform überging.
Erwähnenswert sind die beiden Zinnleuchter, die während des Siebenjährigen Krieges von Russen durchschossen wurden, weil Gold oder Silber vermutet wurde. Die Soldaten ließen sie jedoch stehen.
Kunsthistorische wertvoll sind ein Kruzifix und ein Wandschränkchen für die Abendmahlsgeräte aus spätgotischer Zeit sowie zwei alte Altardecken, von denen eine schönen Stickerei in der Darstellung des Sündenfalls aufweist.
Der alte Beichtstuhl aus vorreformatorischer Zeit diente bis 1945 den Lehrern aus den damaligen Kirchspielorten Beelkow (heute polnisch: Bielkowo) und Wandhagen (Wierciszewo) als reservierte Kirchenbank. Überhaupt gab es in jener Zeit besondere Bänke für die Schulzen und Kirchenräte und auch eine besondere Sitzordnung für die zum Kirchspiel gehörenden Dörfer, sowohl im Kirchenschiff als auch auf den Emporen.
Im Jahre 1880 fand eine umfassende Kirchenrenovierung statt, bei der das schon erwähnte Deckengemälde wieder freigelegt wurde. Bei dieser Gelegenheit soll der Stettiner Kirchenmaler Vögler den Bürgermeister Collatz aus Verärgerung als Teufel hinzugefügt haben.

### Orgel
Die Orgel auf dem Chor gegenüber dem Altar stammt aus dem Jahre 1908.

### Glocken
In den beiden Weltkriegen des 20. Jahrhunderts wurden je zwei Glocken abgeliefert und für Munitionszwecke eingeschmolzen. Nur die kleinste blieb erhalten. Sie war im Jahre 1417 gegossen worden und soll aus einer Kapelle auf dem Fuchsberg stammen, von der nur noch die Fundamente zu sehen sind.
In Eventin gab es bis 1945 noch die Sitte des Beierns: um 16 Uhr vor Feiertagen wurden die Glocken in drei rhythmischen Pulsen je eine Viertelstunde lang angeschlagen. Dabei wurden die Klöppel an eine Leine gebunden und mit beiden Händen und einem Fuß bewegt.

## Kirchhof
Den Kirchhof rund um die Kirche umgibt eine große Feldsteinmauer, die zum Teil bis 1,50 Meter hoch ist. Ursprünglich führte nur ein Tor durch die Mauer, das den Namen Eventiner Tor trug. Später wurden auch das Wandhäger Tor und das Beelkower Tor mit einem Liikhüske eingebaut, um allen eingepfarrten Kirchspieldörfern, die hier ihre Toten bestatteten, Rechnung zu tragen. Das Eventiner Tor war ein einfaches Holzportal, das bei Beerdigungen von Eventiner Gemeindegliedern benutzt wurde, für die die Trauerfeier bereits im Hause gehalten wurden. Für verstorbene Gemeindeglieder aus Wandhagen und Beelkow fanden die Trauerfeiern unter dem jeweiligen Tor statt, das deswegen auch ein wenig umfangreicher ausgestattet war. Erst später wurden alle Trauerfeiern in der Kirche gehalten. Die Torinschrift des Beelkower Tors lautet: Tu, mors, eris eborta coeli (= Du, Tod, wirst die Pforte zum Himmel sein), und im Wandhäger Tor ist zu lesen: Gehet zu seinen Toren ein mit Danken. Die Inschrift im Eventiner Tor ist unleserlich geworden.
Im Jahre 1902 wurde ein neuer Friedhof angelegt.

## Kirchengemeinde

### Kirchspiel
Bis 1945 war die Einwohnerschaft Eventins fast ausnahmslos evangelischer Konfession. Damals bildete Eventin mit den Orten Beelkow (heute polnisch: Bielkowo) und Wandhagen (Wierciszewo) ein selbständiges Kirchspiel, das seit der Reformation in Pommern 1535 bestand. Es gehörte zum Kirchenkreis Rügenwalde in der Kirchenprovinz Pommern der Kirche der Altpreußischen Union. Vom Pfarrsitz Eventin aus betreute der Pfarrer 1939 insgesamt 1403 Gemeindeglieder.
Heute sind die Einwohner von Iwięcino überwiegend römisch-katholischer Konfession. Im Jahre 1946 wurde das Gotteshaus an die Katholische Kirche in Polen übereignet. Es trägt nun den Namen Kirche der Gottesmutter Königin von Polen. Sie ist eine Filialkirche der Parochie Dobiesław (Abtshagen).

### Pfarrer der Kirche 1545–1945
1. Johannes Becker, 1545–1589
2. Georg Müller, 1589–1614
3. Christian Müller (Sohn von 2.), 1614–1630
4. Petrus Betichus (Betcke), 1631–1656
5. Johann Zeidler, 1656–1673
6. Lukas Vanselow, 1674–1677
7. Jakob Malichius, 1679–1718
8. Nikolaus Ernst Witte, 1719–1738
9. Christian Misch, 1738–1759
10. Johann Friedrich Behmer, 1760–1766
11. Christian Friedrich Misch (Sohn von 9.), 1766–1774
12. Friedrich Schmidt, 1775–1804
13. Georg Peter Gieseler, 1806–1814
14. Johann Heinrich Blume, 1814–1836
15. Friedrich Wilhelm Mevius, 1837–1881
16. Karl Ernst August Kühl, 1881–1899
17. Christoph Splittgerber, 1899–1927
18. Karl Krüger, 1928–1929
19. Kurt Koschnik, 1930–1940
20. Heinz Puttkamer, 1940–1945

Von 1947 bis 1974 amtierte der polnische Pfarrer Piotr Pedejko. Seit 2002 ist Tadeusz Gorla im Amt. Bis 1945 lebten die Geistlichen in dem neben der Eventiner Kirche gelegenen Pfarrhof. Die katholischen Geistlichen heute wohnen nicht mehr in Iwięcino, sondern im Pfarrhaus in Dobiesław.